# Молоток судді

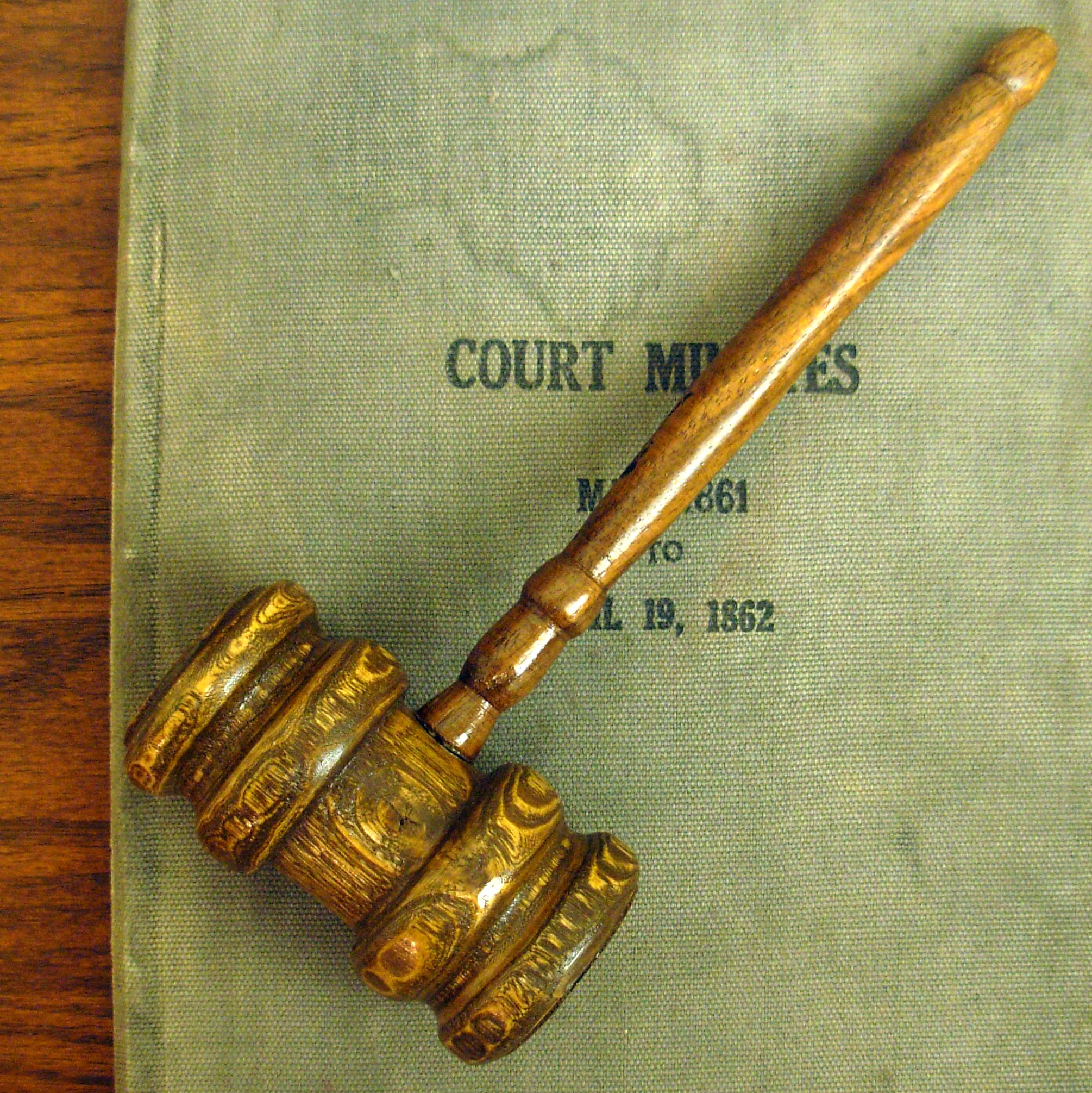
Дерев'яний молоток судді

Молоток судді він же молоток головуючої особи — невеликий церемоніальний молоток, як правило виготовлений з деревини, зазвичай з фігурною ручкою. Ним вдаряють по спеціальній підставці для посилення звуку. Це символ повноважень і права здійснення правомірних дій на посаді судді або головуючої особи. Символізує право на остаточне рішення
Широко використовується в США, Великій Британії та в багатьох англомовних країнах. У Канаді, незважаючи на те, що суддівський молоток не використовується, символ суддівського молотка використовується на табличках, що попереджають про штрафні санкції.
Крім судів, у багатьох країнах молоток використовується в аукціонах для завершення торгів з конкретного лоту.